# Chiroiu-Pământeni, Ialomița
Chiroiu-Pământeni este un sat în comuna Drăgoești din județul Ialomița, Muntenia, România.